# Liste der Biografien/Broa
Liste der Biografien |
Portal Biografien |
Personensuche
# |
A |
B |
C |
D |
E |
F |
G |
H |
I |
J |
K |
L |
M |
N |
O |
P |
Q |
R |
S |
T |
U |
V |
W |
X |
Y |
Z |
?
 
Ba |
Be |
Bd |
Bg |
Bh |
Bi |
Bj |
Bl |
Bm |
Bn |
Bo |
Br |
Bs |
Bu |
Bw |
By |
Bz
 
Bra |
Brc |
Brd |
Bre |
Brg |
Bri |
Brj |
Brk |
Brl |
Brn |
Bro |
Brp–Brt |
Bru |
Brv |
Bry |
Brz
 
Broa |
Brob |
Broc |
Brod |
Broe |
Brof |
Brog |
Broh |
Broi |
Broj |
Brok |
Brol |
Brom |
Bron |
Broo |
Brop |
Broq |
Bror |
Bros |
Brot |
Brou |
Brov |
Brow |
Brox |
Broy |
Broz
Die Liste der Biografien führt alle Personen auf, die in der deutschsprachigen Wikipedia einen Artikel haben. Dieses ist eine Teilliste mit 59 Einträgen von Personen, deren Namen mit den Buchstaben „Broa“ beginnt.

## Broa

### Broac
- Broach, Chris (* 1976), US-amerikanischer Gitarrist und Vokalist

### Broad
- Broad, C. D. (1887–1971), englischer Philosoph
- Broad, Eli (1933–2021), US-amerikanischer Milliardär und Kunstsammler
- Broad, James (1958–2001), US-amerikanischer Boxer
- Broad, Jimmy (1891–1963), englischer Fußballspieler
- Broad, Neil (* 1966), britischer Tennisspieler
- Broad, Pery (1921–1993), deutscher SS-Unterscharführer und KZ-Aufseher
- Broad, Stuart (* 1986), englischer Cricketspieler
- Broad, Tommy (1887–1966), englischer Fußballspieler
- Broadbell, Rasheed (* 2000), jamaikanischer Hürdenläufer
- Broadbent, Alan (* 1947), neuseeländischer Jazzpianist, Arrangeur und Komponist
- Broadbent, Ambrose B. (1885–1952), US-amerikanischer Politiker
- Broadbent, Annie (1908–1996), britische Turnerin
- Broadbent, Betty (1909–1983), amerikanische Schaustellerin und TätowiererinBetty Broadbent (1909–1983)

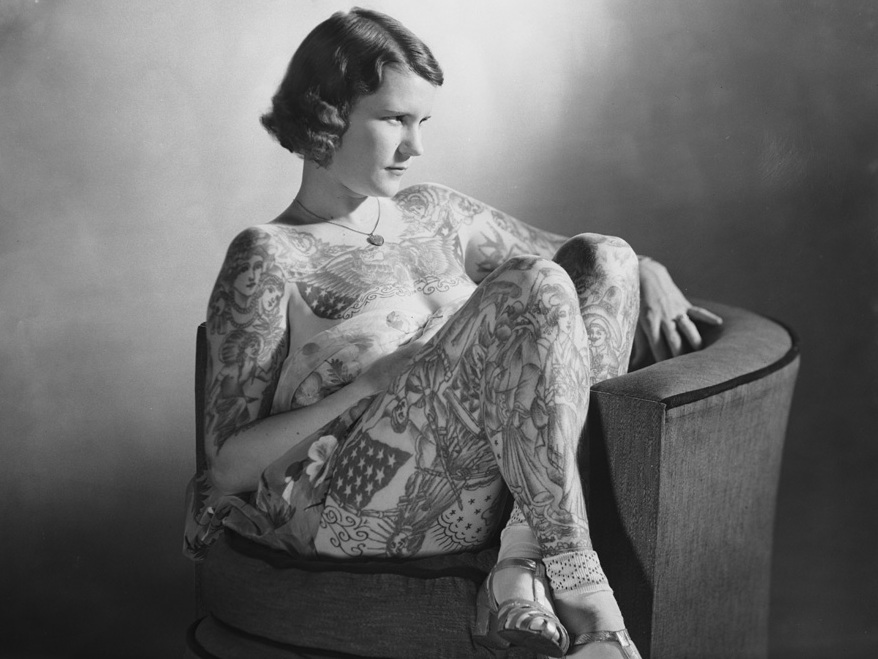
Betty Broadbent (1909–1983)

- Broadbent, Donald (1926–1993), britischer Psychologe
- Broadbent, Ed (1936–2024), kanadischer sozialdemokratischer Politiker, Politikwissenschaftler Institutsleiter
- Broadbent, Graham, britischer Filmproduzent
- Broadbent, Hydeia (1984–2024), US-amerikanische HIV/AIDS-Aktivistin
- Broadbent, Jack (* 1988), britischer Gitarrist und Singer-Songwriter
- Broadbent, Jim (* 1949), britischer SchauspielerJim Broadbent (* 1949)

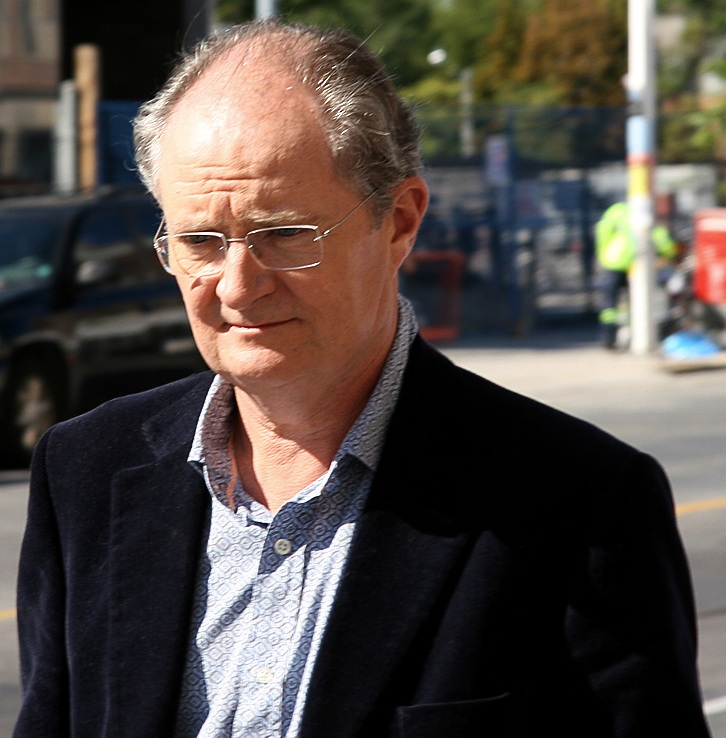
Jim Broadbent (* 1949)

- Broadbent, Michael (1927–2020), britischer Weinkommentator und -kritiker
- Broadbent, Peter (1933–2013), englischer Fußballspieler
- Broadbent, Punch (1892–1971), kanadischer Eishockeyspieler
- Broadbent, Richard (* 1953), britischer Geschäftsmann, Vorsitzender der internationalen Einzelhändlerkette Tesco
- Broadbent, Robert (1904–1986), australischer Radrennfahrer
- Broadbent, Samuel Jr. (1810–1880), US-amerikanischer Maler
- Broadfoot, Kirk (* 1984), schottischer Fußballspieler
- Broadhead, James (1819–1898), US-amerikanischer Politiker
- Broadhurst, Amy (* 1997), irische Boxerin
- Broadhurst, David (* 1947), britischer Physiker
- Broadhurst, Harry (1905–1995), britischer Air Chief Marshal
- Broadhurst, Jean (1873–1954), US-amerikanische Botanikerin, Bakteriologin und Hochschullehrerin
- Broadhurst, John (* 1942), britischer Geistlicher, Bischof der Church of England und Priester der römisch-katholischen Kirche
- Broadhurst, Mary (1860–1928), schottisch-britische Suffragette und Politikerin
- Broadhurst, Paul (* 1965), englischer Golfer
- Broadhurst, Phil (1949–2020), neuseeländischer Jazzmusiker (Piano) und Radiomoderator
- Broadhurst, Ronald J. C. (1906–1976), britischer Brigadegeneral und Übersetzer arabischer Literatur
- Broadie, Alexander (* 1942), schottischer Philosoph
- Broadie, Sarah (1941–2021), britische Philosophiehistorikerin
- Broadis, Ivor (1922–2019), englischer Fußballspieler und -trainer
- Broadley, Donald G. (1932–2016), britischer Herpetologe
- Broadley, Eric (1928–2017), britischer Fahrzeugkonstrukteur und Gründer des Autoherstellers Lola
- Broadley, Herbert (1892–1983), britischer Beamter, Generaldirektor der FAO
- Broadmead, Philip Mainwaring (1893–1977), britischer Botschafter
- Broadnax, Paul (1926–2018), US-amerikanischer Jazzmusiker
- Broadrick, Justin (* 1969), britischer Musiker
- Broadstock, Brenton (* 1952), australischer Komponist
- Broadstreet, Jeff (* 1954), US-amerikanischer Filmregisseur
- Broadus, Savannah (* 2002), US-amerikanische Tennisspielerin
- Broadwater, Jeffery (* 1967), US-amerikanischer Offizier, Generalmajor der US-Army
- Broadwater, W. Craig (1950–2006), US-amerikanischer Jurist
- Broadway, Lizze (* 1998), US-amerikanische Schauspielerin
- Broadway, Remi (* 1978), australischer Schauspieler
- Broadwell, Paula (* 1972), US-amerikanische Journalistin und Anti-Terrorismus-ExpertinPaula Broadwell (* 1972)

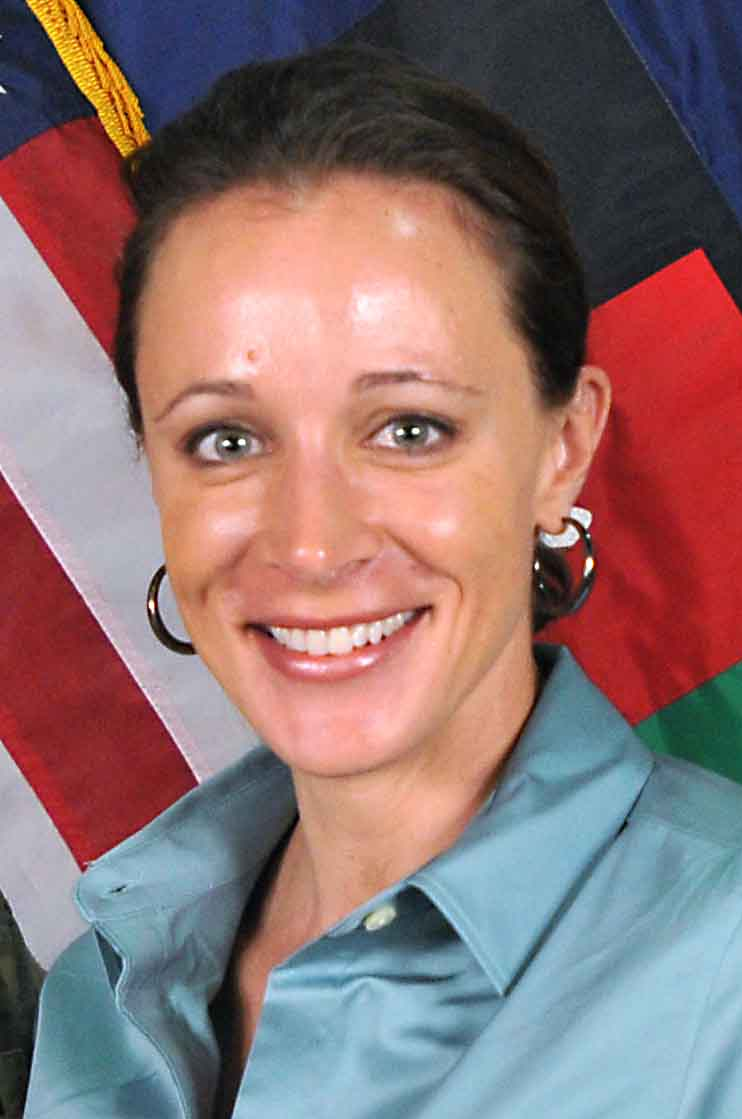
Paula Broadwell (* 1972)

- Broadwood, John (1732–1812), britischer Klavierbauer
- Broadwood, Thomas, englischer Klavierbauer
- Broady DeJoria, Eloise (* 1957), US-amerikanisches Model, Schauspielerin und Geschäftsfrau
- Broady, Liam (* 1994), britischer Tennisspieler
- Broady, Naomi (* 1990), britische Tennisspielerin